# Крикотироидни мишић
Крикотироидни мишић (лат. musculus cricothyroideus) је парни мишић смештен на предњој страни гркљана, који заједно са вокалним мишићем чини групу затезача гласних жица. Припаја се на спољашњој површини крикоидне хрскавице гркљана и доњој ивици његове тироидне хрскавице.
Мишић је инервисан од стране моторних влакана вагусног живца, која у њега доспевају преко горњег гркљанског нерва и његове спољашње гране. Основна функција му се огледа у индиректном затезању гласних жица. Наиме, крикотироидни мишић својом контракцијом приближава предње и одмиче задње крајеве крикоидне и тироидне хрскавице, што доводи до померања аритеноидних гркљанских хрскавица и последичног затезања гласних жица.